# Mailfilter
Ein Mailfilter, kurz Milter, ist ein Computerprogramm oder Modul eines Programms, das eingehende E-Mails automatisiert nach bestimmten Kriterien verarbeitet.
Ein klassisches Anwendungsgebiet ist das Einsortieren elektronischer Post in verschiedene Postfächer. Dies kann z. B. anhand von Schlüsselwörtern im Betreff oder Inhalt der Mail, aufgrund der Größe, des Absenders oder weiterer Kriterien geschehen und erlaubt so beispielsweise, private Mails von den Beiträgen von Mailinglisten zu trennen. Dies geschieht im Beispiel von Googlemail mittels Labelfunktion.
Weitere Möglichkeiten von Mailfiltern sind das automatische Beantworten von Mails (siehe dazu auch Autoreply), das Entfernen oder Umwandeln von Dateianhängen, Virenscanner auf Schadsoftware (Malware), Spamfilter auf unerwünschte Nachrichten, Contentfilter auf unerwünschte Inhalte, oder das Betreiben einfacher Mailinglisten.
Mailfilter können auf einem Mailserver (MTA oder MRA) oder im E-Mail-Programm (MUA) angesiedelt sein. Die in E-Mail-Programme eingebauten Filterfunktionen sind meist nicht so flexibel wie die speziellen eigenständigen Mailfilter-Programme.

## Programme
- maildrop
- mailfilter
- procmail
- Sieve